# Hangar 18
„Hangar 18“ je píseň americké thrashmetalové kapely Megadeth, která vyšla roku 1991 jako druhý singl z jejich alba Rust in Peace. Autorem textu je bubeník Nick Menza, kterého nejspíše inspirovaly konspirační teorie o UFO či na nich založený film Hangar 18 z roku 1980. Krátce poté složil Dave Mustaine většinu hudby. Intro je rychle zahraná část skladby „The Call of Ktulu“, kterou Dave Mustaine původně napsal pro Metalliku.
Hangar 18 se nachází na Wrightových-Pattersonově letecké základně poblíž Daytonu v americkém státě Ohio. Spekuluje se, že právě sem bylo v roce 1947 převezeno UFO z Roswellu.
Na devátém studiovém albu Megadeth, The World Needs a Hero, vyšlo pokračování písně, nazvané „Return to Hangar“.
Píseň Hangar 18 byla v roce 1992 nominována na cenu Grammy, nakonec však vyhrálo Black album od Metalliky.

## Videoklip
Motivem klipu k Hangar 18 je text skladby – video zobrazuje mučení mimozemšťanů a na konci jsou členové kapely zobrazeni v kryokomorách. Natáčelo se v San Pedru, v prostorách, kde kapela shodou okolností o 9 let později natočila také klip k písni „Crush 'Em“. Na MTV2 většinou běží upravená verze, která je oproti původní výrazně kratší. V úvodu hraje na pozadí skladba „Dawn Patrol“, také z alba Rust in Peace.

## Seznam skladeb

### CD (USA)
1. „Hangar 18“ (AOR Edit) – 3:17
2. „Hangar 18“ (LP Verze) – 5:14
3. „The Conjuring“ (Live) – 5:06
4. „Hook in Mouth“ (Live) – 4:28

Živé skladby byly nahrány 14. října 1990 ve Wembley Stadium v Londýně.

### 12" LP (Spojené království)
1. „Hangar 18“ – 5:11
2. „Hangar 18“ (Live) – 5:14
3. „The Conjuring“ (Live) – 5:06
4. „Hook in Mouth“ (Live) – 4:28

Živé skladby byly nahrány 14. října 1990 ve Wembley Stadium v Londýně.

## Sestava
- Dave Mustaine – vokály, doprovodná kytara
- Marty Friedman – sólová kytara
- David Ellefson – baskytara, doprovodné vokály
- Nick Menza – bicí